# Clara Sanchez
Clara Sanchez (Martigues, 20 settembre 1983) è un'ex pistard francese, campionessa del mondo di keirin nel 2004 e nel 2005.

## Carriera
Attiva tra i senior dal 2002 al 2013, ha vinto sei medaglie mondiali, tutte nel keirin, conquistando l'oro di specialità nel 2004 e nel 2005, l'argento nel 2002, nel 2006 e nel 2009 e il bronzo nel 2011. In carriera ha partecipato anche a due edizioni dei Giochi olimpici (Pechino 2008 e Londra 2012), ottenendo come miglior piazzamento il quarto posto nel keirin a Londra.
Nel 2010 ha vinto il titolo europeo di velocità a squadre in coppia con Sandie Clair. Dal 2003 al 2012 si è inoltre aggiudicata quindici titoli nazionali, di cui dieci consecutivi nella velocità. Si è ritirata dalle gare a fine 2013.

## Palmarès
- 2003

Campionati francesi, Velocità
Campionati francesi, 500 metri a cronometro
- 2004

Campionati del mondo, Keirin
Campionati francesi, Velocità
Campionati francesi, 500 metri a cronometro
Campionati europei, Keirin Under-23
- 2005

Campionati del mondo, Keirin
Campionati francesi, Velocità
2ª prova Coppa del mondo 2005-2006, Keirin (Manchester)
- 2006

3ª prova Coppa del mondo 2005-2006, Keirin (Los Angeles)
Campionati francesi, Velocità
Campionati francesi, 500 metri a cronometro
- 2007

Campionati francesi, Velocità
- 2008

Grand Prix de Saint-Denis, Velocità
Campionati francesi, Velocità
3ª prova Coppa del mondo 2008-2009, Velocità a squadre (Cali, con Sandie Clair)
- 2009

5ª prova Coppa del mondo 2008-2009, Keirin (Copenaghen)
Campionati francesi, Velocità
- 2010

Campionati francesi, Velocità
Campionati francesi, Scratch
Campionati europei, Velocità a squadre (con Sandie Clair)
- 2011

3ª prova Coppa del mondo 2010-2011, Keirin (Pechino)
Campionati francesi, Velocità
Campionati francesi, Scratch
1ª prova Coppa del mondo 2011-2012, Keirin (Astana)
- 2012

Campionati francesi, Velocità
- 2013

Glasgow Revolution Series, Keirin

## Piazzamenti

### Competizioni mondiali
- Campionati del mondo

Copenaghen 2002 - Keirin: 2ª
Stoccarda 2003 - 500 metri: 12ª
Stoccarda 2003 - Velocità: 16ª
Stoccarda 2003 - Keirin: 4ª
Melbourne 2004 - 500 metri: 12ª
Melbourne 2004 - Velocità: 16ª
Melbourne 2004 - Keirin: vincitrice
Los Angeles 2005 - Keirin: vincitrice
Los Angeles 2005 - 500 metri: 11ª
Los Angeles 2005 - Velocità: 9ª
Bordeaux 2006 - Velocità: 4ª
Bordeaux 2006 - Keirin: 2ª
Palma di Maiorca 2007 - Velocità: 8ª
Manchester 2008 - Velocità: 6ª
Manchester 2008 - Keirin: 8ª
Pruszków 2009 - Velocità a squadre: 4ª
Pruszków 2009 - Velocità: 10ª
Pruszków 2009 - Keirin: 2ª
Ballerup 2010 - Velocità: 10ª
Ballerup 2010 - Velocità a squadre: 5ª
Ballerup 2010 - Keirin: 6ª
Apeldoorn 2011 - Velocità a squadre: 4ª
Apeldoorn 2011 - Keirin: 3ª
Melbourne 2012 - Velocità a squadre: 5ª
Melbourne 2012 - Keirin: 5ª
- Giochi olimpici

Pechino 2008 - Velocità: 5ª
Londra 2012 - Keirin: 4ª
Londra 2012 - Omnium: 14ª